# ハモン・セラーノ
ハモン・セラーノ（西: jamón serrano）はスペインで作られる生ハムである。「ハモン」とはハム、特に熟成したものをいい、「セラーノ」は「山の」という意味である。

塩漬けにした豚肉を長期間気温の低い乾いた場所に吊るして乾燥させる。主に改良種の白豚の後脚から作られ、イベリア半島原産の黒豚であるイベリコ豚から作られるハモン・イベリコとは種類が異なる。ハモン・セラーノは鮮やかなピンク色でやわらかい食感と塩味が特徴。アラゴンのテルエル産、グラナダのトレベレス産などが有名。

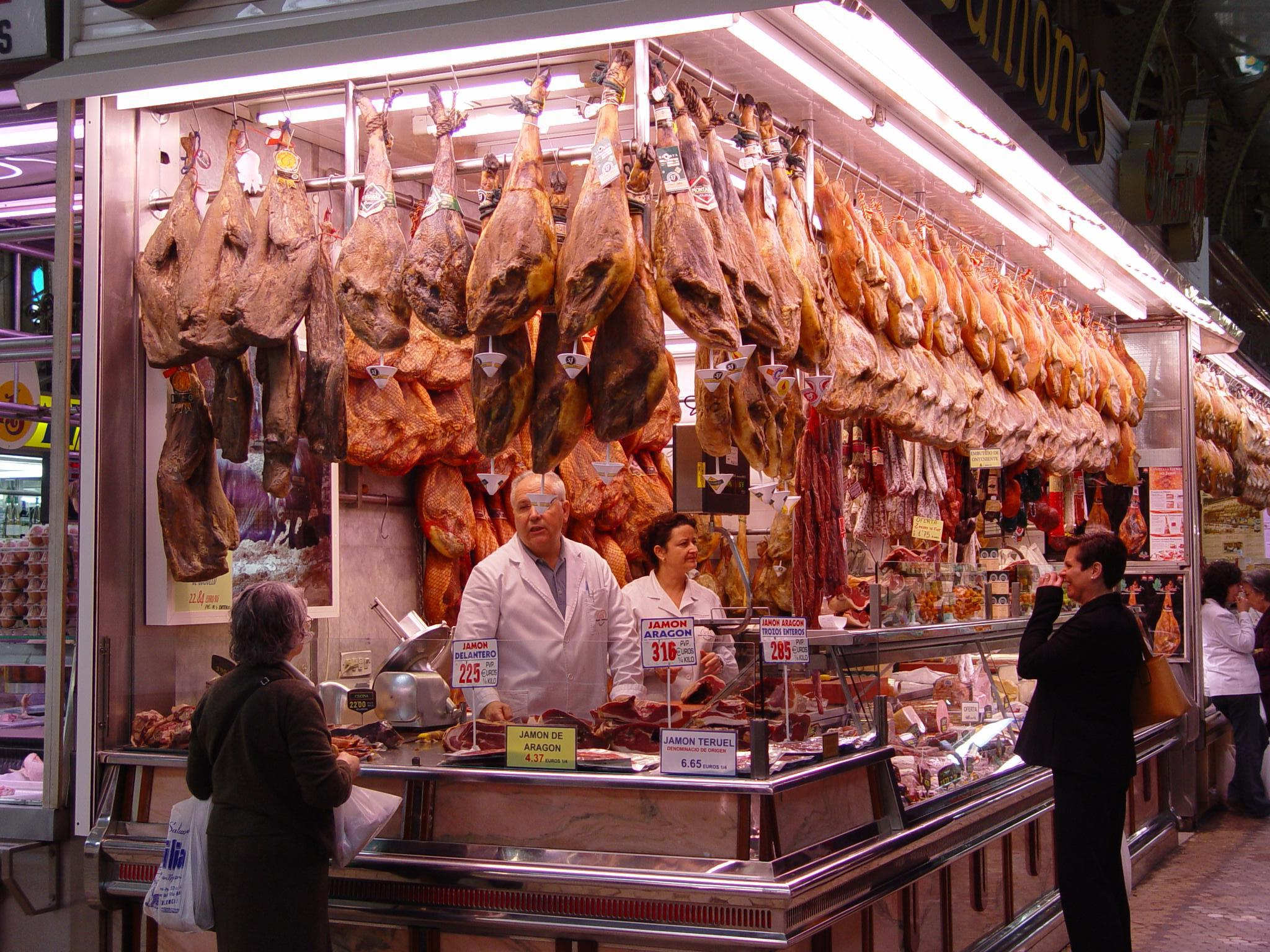
スペイン・バレンシアの肉屋

ちなみに「ハモン・セラーノ」と呼ばれるには白豚の生育などの基準があり、基準を満たさないものは「ハモン・クラード（西: Jamón Curado）」と呼ばれ、比較的安値で取引される。ハモン・セラーノは薄く切ってそのまま、ボカディージョ（サンドイッチ）の具材として、ハモン・クラードは煮込み料理などの食材としても広く用いられる。

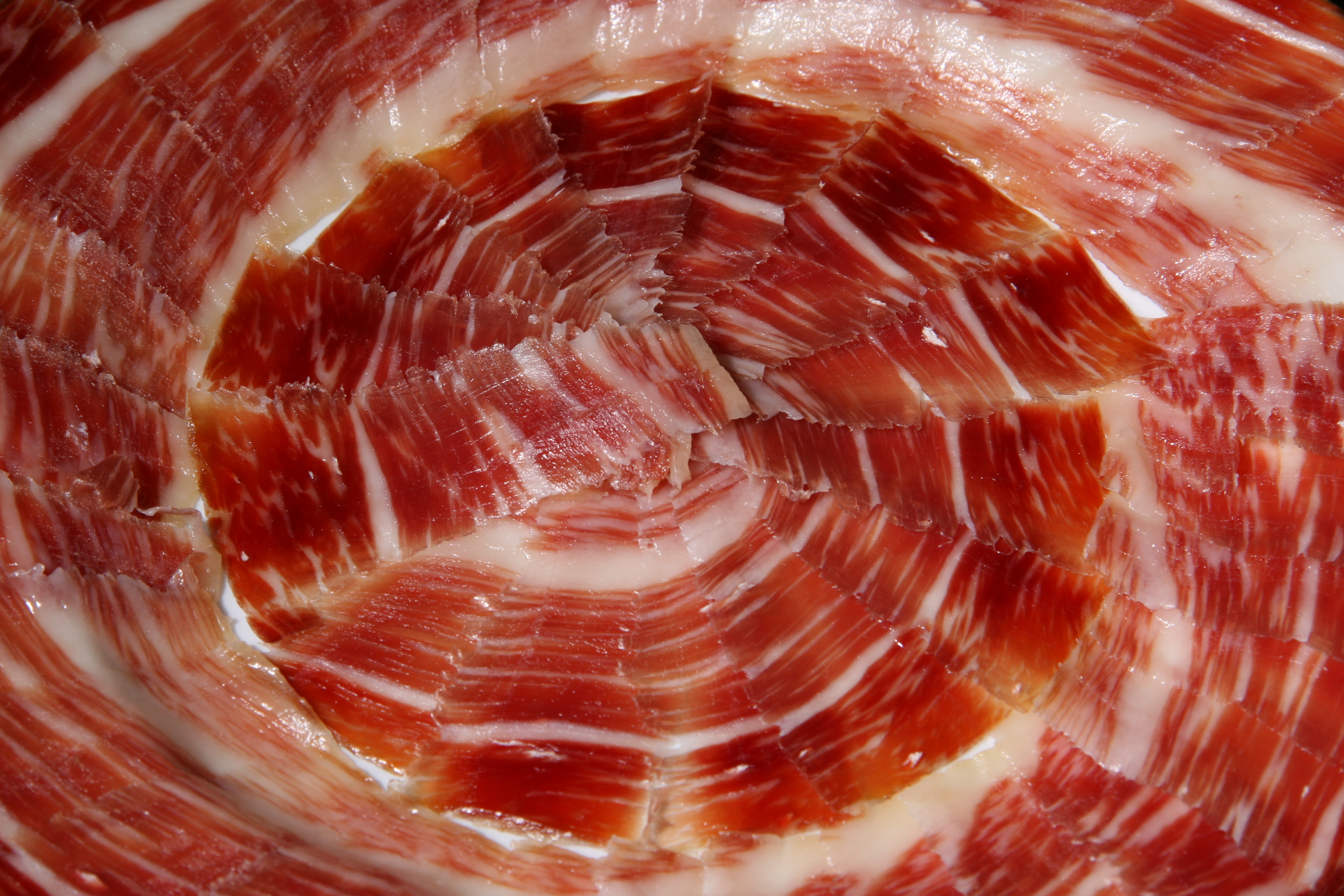
ハムカットディッシュ

スペインにおいて「ハモン」とはこのハモン・セラーノなどの生ハムを指すことが多く、他の多くの国でハムとして認識されているハムは「ハモン・コシード（cocido＝煮た）」あるいは「ハモン・デ・ヨルク」（ヨークのハム）として区別されている。
イタリアのプロシュット・ディ・パルマ、中国の金華火腿と並んで世界三大ハムのひとつといわれる。
スペイン中の市場や食料品店でハモンがまるごと吊り下がっている光景を目にすることができる。酒場のカウンターには台に載せられたハモン・セラーノやハモン・イベリコが陣取っており、日本人にとってのマグロと同じように、スペインの人々にとっては特別な食材といえる。

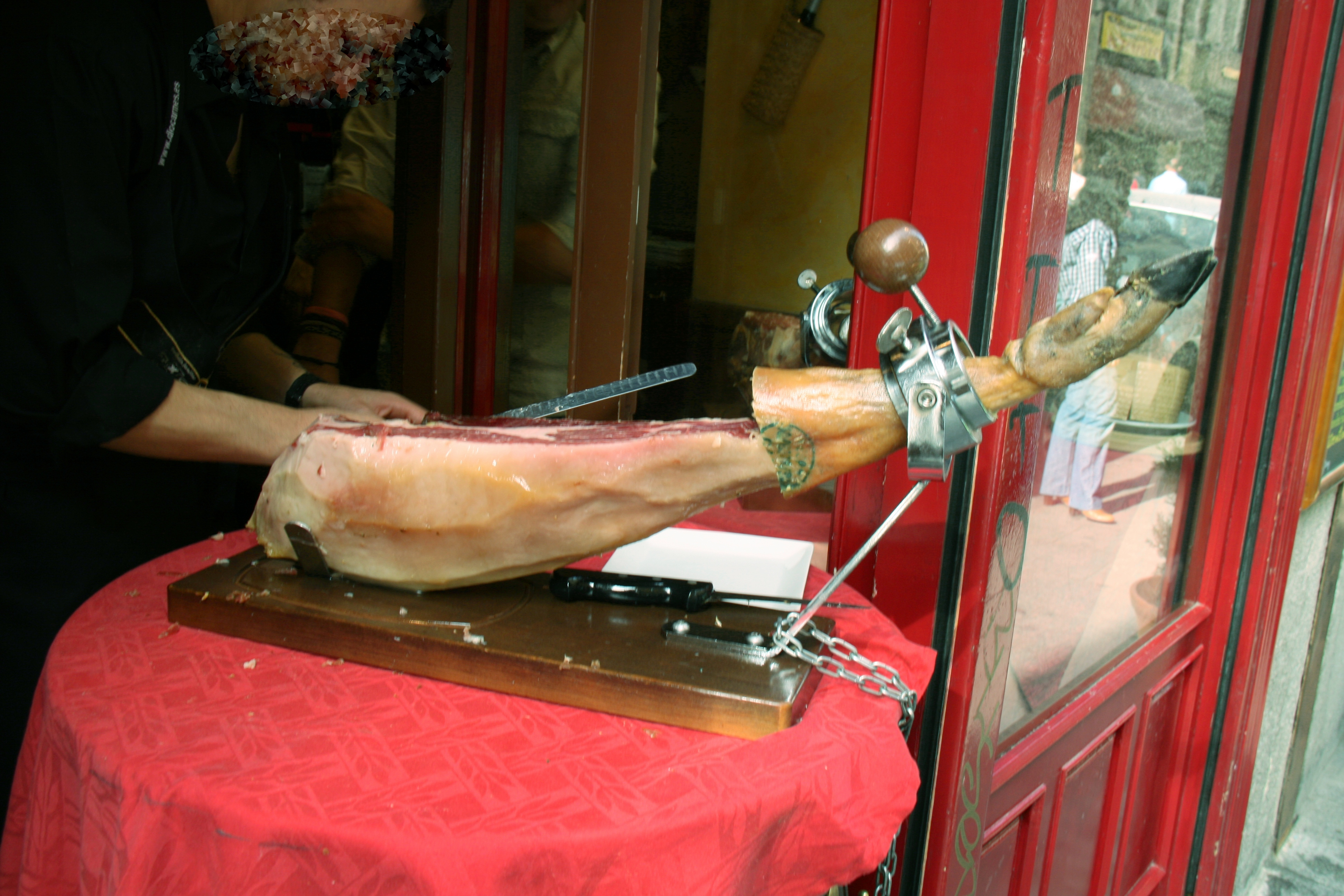
ハムを切る

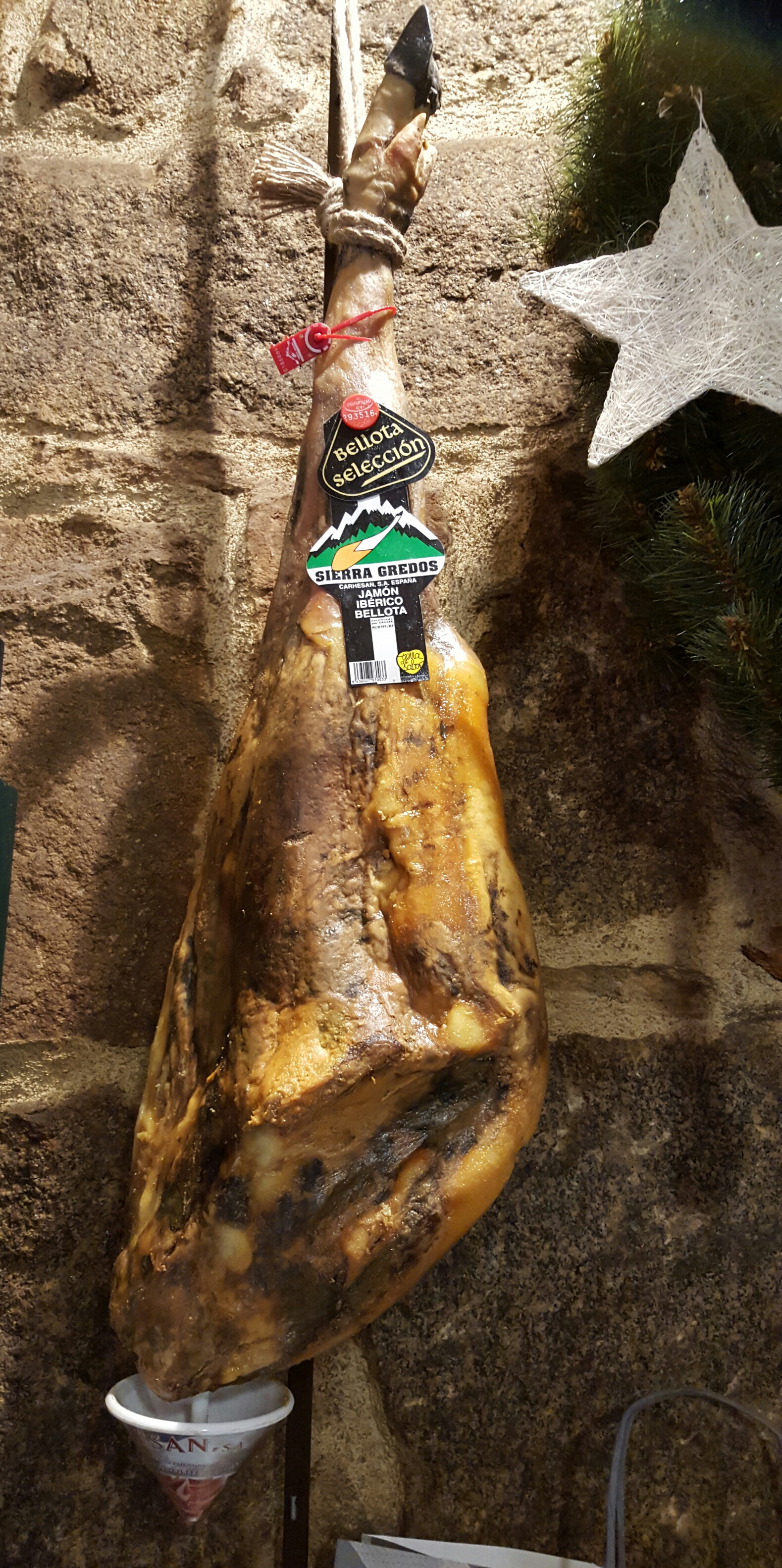
Jamón Bellota

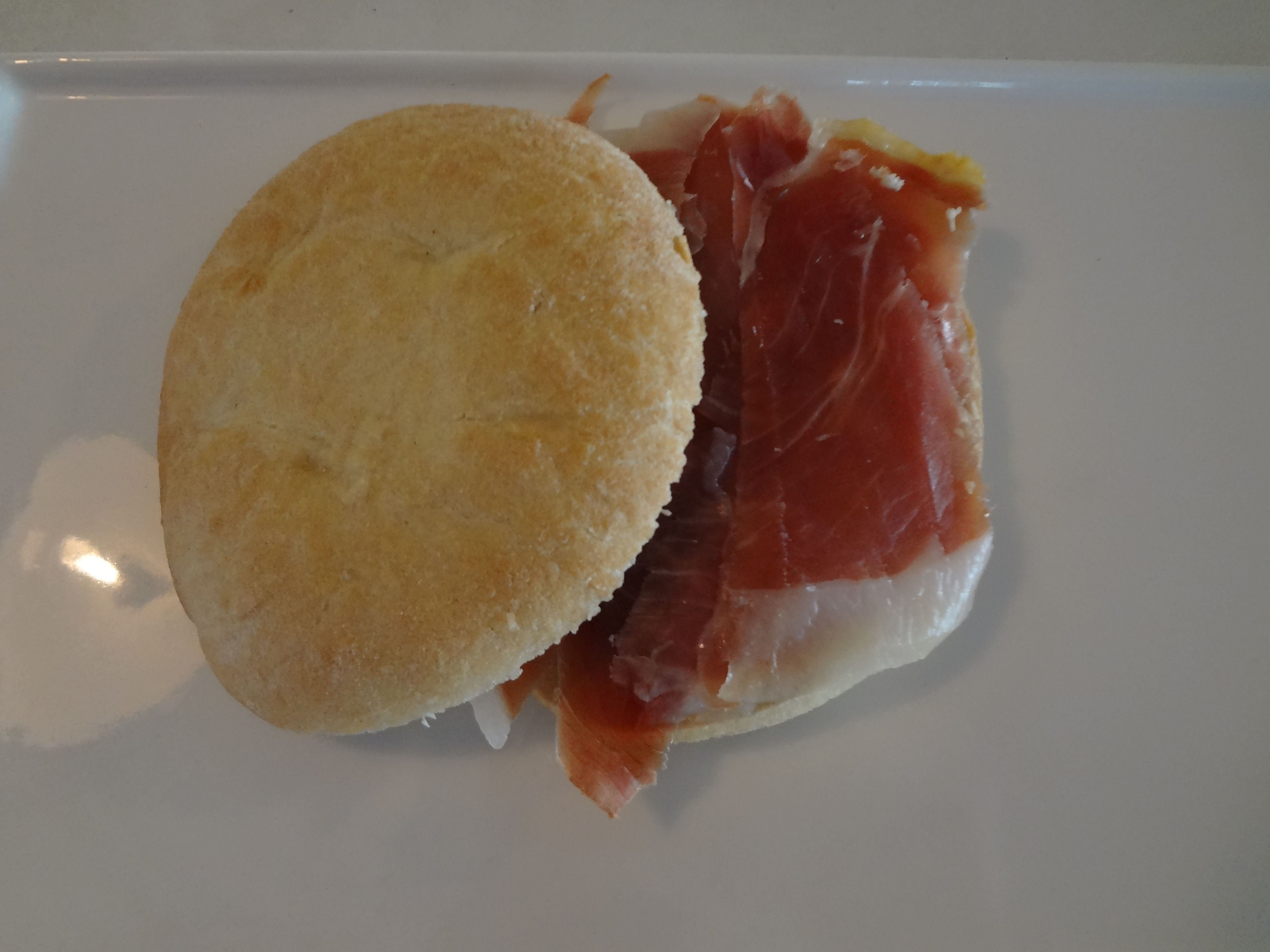
ハムサンドイッチ

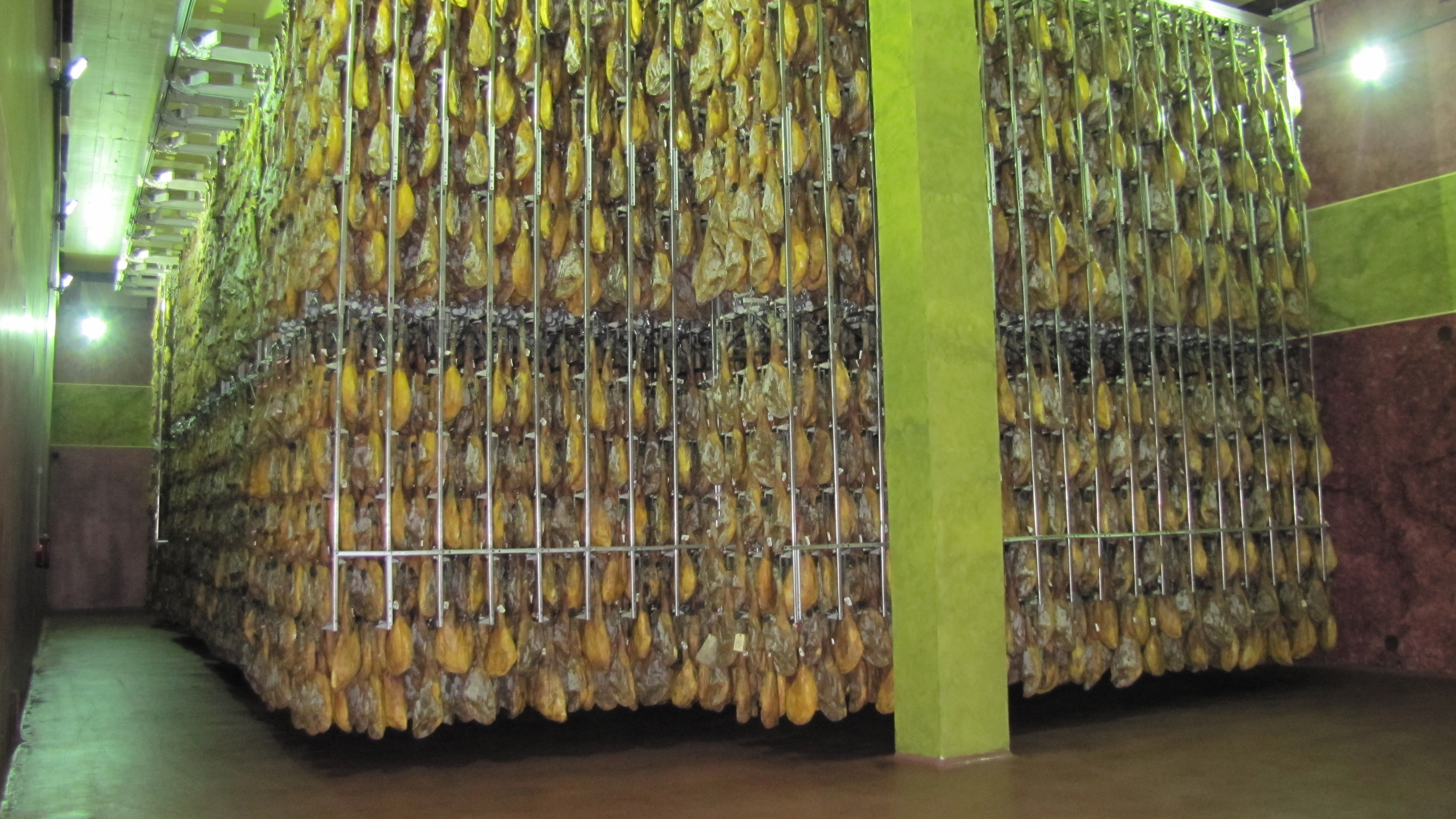
ハムの成熟と塩漬け